# Sant Marc (Borredà)
Sant Marc és una muntanya de 1.201 metres que es troba al municipi de Borredà, a la comarca catalana del Berguedà.